# Miroslav Lazanski
Miroslav Lazanski (n. 18 septembrie 1950, Karlovac, RSF Iugoslavia – d. 4 august 2021, Belgrad, Serbia) a fost comentatorul-șef politico-militar al cotidianului belgrădean Politika.

## Biografie
Născut dintr-un tată sloven și o mamă de origine sârbă, el a absolvit Facultatea de Drept a Universității din Zagreb. Primele sale slujbe ca jurnalist le-a avut în presa scrisă din Zagreb: la cotidianul Vjesnik, precum și la hebdomadarele de știri Danas și Start.
Lazanski și-a satisfăcut serviciul militar în 1977, în Divizia 41 Infanterie a Armatei Populare Iugoslave de la Bitola, fiind decorat cu ordinul Virtutea Militară.
În februarie 1991, Lazanski s-a mutat la Belgrad, fiind angajat la Politika pe postul de comentator, poziție deținută până în toamna anului 1995. În afară de Politika, el a colaborat la Politika Ekspres, NIN sau Večernji novosti.
Simultan cu scrierea de texte pentru diferite publicații din Balcani, articolele sale erau de asemenea publicate în ziarul elen Katimerini, precum și în cele japoneze Diamond Weekly și Securitarian.
Lazanski a fost reporter de front în numeroase teatre de operațiuni și conflicte precum Invazia Sovietică din Afganistan, Războiul dintre Iran și Irak, Războiul civil libanez, Războiul din Golf, Războiul din Cecenia, Războiul Sloven de Independență, Războiul din Bosnia și Herțegovina și Războiul din Kosovo. 
El a intervievat numeroase personalități militare precum generalul Bernard W. Rogers, generalul John Galvin, mareșalul Serghei Ahromeev, mareșalul Viktor Kulikov, mareșalul Dmitri Iazov, Vladimir Kriucikov, generalul Igor Radionov, generalul Bennie L. Davis, generalul Crosbie Saint, generalul Huntington Hardisty, amiralul Sir John Woodward, generalul James Alan Abrahamson, Johan Jørgen Holst, general-locotenentul Ferenc Kárpáti, generalul Vasile Milea, generalul Dobri Djurov, general-locotenentul Shahnawaz Tanai, generalul Maher Abdul Rashid, generalul Helmut Willman, amiralul Guido Venturoni, Joe Modise, Georg Meiring și alții.
Miroslav Lazanski este autorul a zece cărți și realizatorul mai multor seriale TV. De asemenea, este singurul jurnalist ex-iugoslav care a călătorit pe un submarin militar atomic (USS „Tautog”). De-a lungul carierei sale Lazanski s-a îmbarcat pe portavionul american „John F. Kennedy”, care transporta avioane F-14, și a zburat cu un avion militar sovietic Mig-29.

## Viața personală
Lazanski era înrudit cu fostul președinte al Republicii Srpska Biljana Plavšić, bunica sa maternă și tatăl lui Plavšić fiind frați (mama lui Lazanski și Plavšić sunt veri). 
Era căsătorit cu o femeie sârbă din Belgrad și aveau un fiu.